# Arnold William Potts
Arnold William Potts DSO, OBE, MC, avstralski general, * 16. september 1896, † 1. januar 1968.